# Joseph Thomas Murray

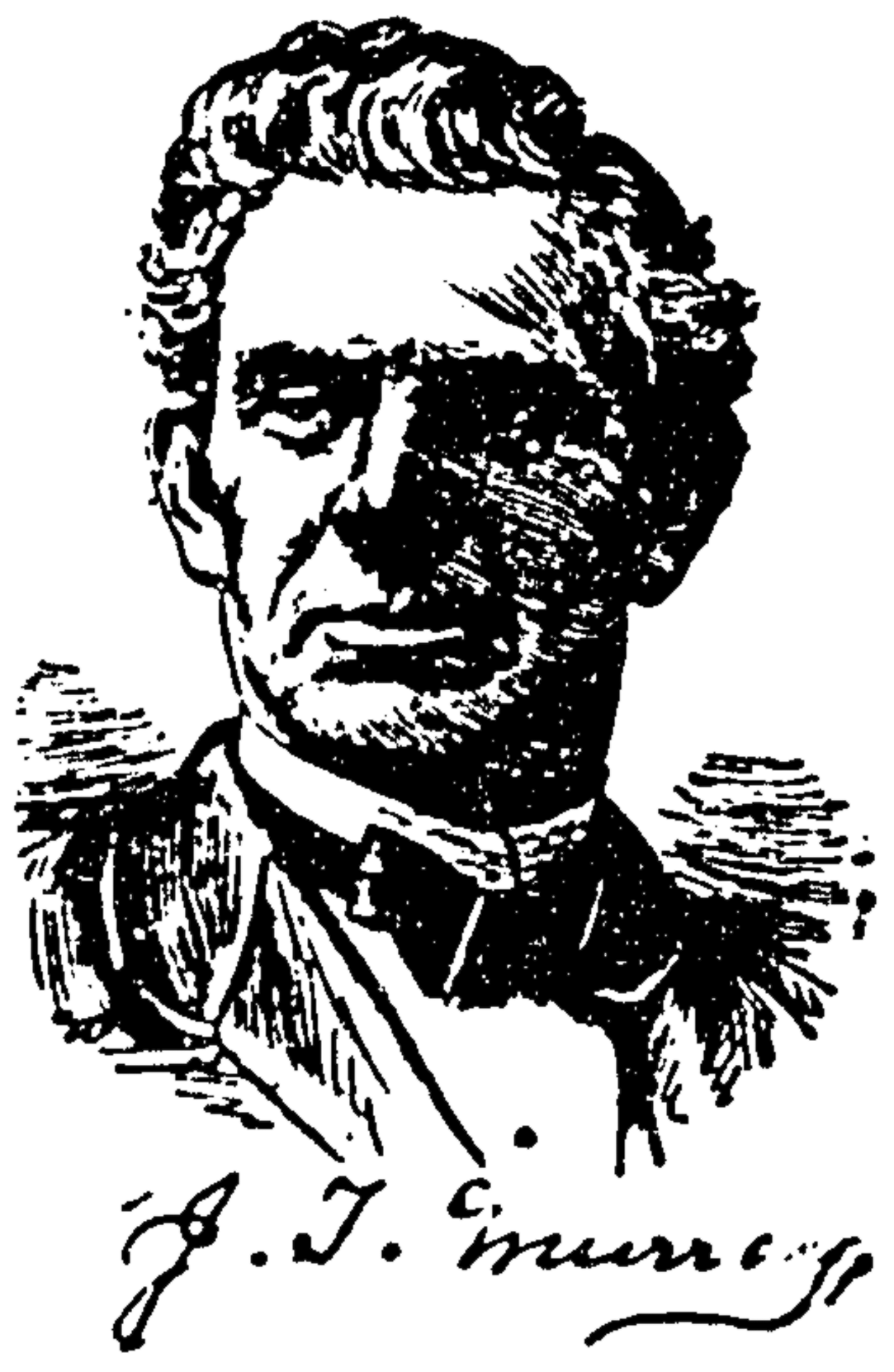
Joseph Thomas Murray

Joseph Thomas Murray (* 12. Mai 1834 in Salem, Massachusetts; † 27. Januar 1907 in Springfield, Massachusetts) war ein US-amerikanischer Fabrikant und Erfinder.

## Leben und Wirken
Joseph Thomas Murray war ein Sohn des aus England stammenden Mathematikers und Stenografen James Mason Murray (1787–1880). Mit seiner Familie zog er 1844 nach Newark. Mit elf Jahren wollte er Seemann werden und wurde von seinem Onkel auf seine Segelschiffreise nach Afrika mitgenommen. Der junge Murray türmte aufgrund der Schikanen seines Onkels bereits bei erster Gelegenheit und lebte sechs Monate mit den Einheimischen in Benin. Dort wurde er Zeuge der Auswirkungen der Sklaverei. Murray wurde zu einem Anhänger des Abolitionismus. Er hatte Kontakt zu John Greenleaf Whittier und dem Bürgermeister von Lynn James Needham Buffum (1807–1887), die ebenfalls gegen die Sklaverei kämpften. Gemeinsam mit William Lloyd Garrison und Wendell Phillips hatte er Verbindungen zum informellen Netzwerk Underground Railroad, das Sklaven auf der Flucht aus den Südstaaten nach Norden half. Einmal wurde Murray vom US Marshal Charles Devens verhaftet, als er einen Schwarzen durch Boston schmuggelte.
Seine Ausbildung begann Murray 1848 bei den Everett Machinery Works in Lawrence in Massachusetts, wo er das Mechanikergewerbe erlernte. Zwei Jahre lang war er als Postmeister in Danvers tätig. Während des Amerikanischen Bürgerkrieges diente Murray im 35. Massachusetts Regiment.
Murray war bei der am 1. Oktober 1870 von Thomas Alva Edison und George Harrington gegründeten Firma American Telegraph Works angestellt, die Telegrafiegeräte herstellte. Gemeinsam mit Edison gründete er im Februar 1872 die kleine Gesellschaft Murray and Company, die ebenfalls Geräte für die Telegrafie produzierte. Als die von Edison und William Unger im Februar 1870 gegründete Newark Telegraph Works, die nach ihrem Umzug im Mai 1871 in die Newarker Ward Street unter dem Namen Edison and Unger firmierte, am 1. Juli 1873 ihre Geschäftstätigkeit einstellte, übernahm die zwischen Juli und Oktober 1873 gegründete Firma Edison and Murray den größten Teil des Personals. Eine weitere geschäftliche Partnerschaft zwischen Edison und Murray sowie dem Erfinder Jarvis Bonestreet Edson (1911–1845) bestand in der am 2. April 1874 gegründeten Domestic Telegraph Company. Als Edison im Frühjahr 1875 beschloss sich ganz auf seine Erfindertätigkeit zu konzentrieren wurde Edison and Murray am 13. Juli 1875 formal aufgelöst. Bis zu seinem Umzug nach Menlo Park führte Edison seine Experimente weiterhin im Gebäude in der Ward Street fort.
Joseph Thomas Murray starb 1907 im Haus seiner Tochter May Murray an Lungenentzündung.

## Patente
- Patent  US413081A: Journal Bearing. Angemeldet am 22. Januar 1889, veröffentlicht am 15. Oktober 1889, Erfinder: Joseph T. Murray.‌
- Patent  US519795A: Lamp Wick. Angemeldet am 9. September 1891, veröffentlicht am 15. Mai 1894, Erfinder: Joseph T. Murray.‌

## Nachweise